# Vicente Blasco Ibáñez
Vicente Blasco Ibáñez (Valencia, 29 gennaio 1867 – Mentone, 28 gennaio 1928) è stato uno scrittore, sceneggiatore e regista spagnolo, molto conosciuto anche fuori dal suo paese, autore di romanzi e novelle.
Pubblicò inoltre importanti libri di viaggio, tra i quali uno sull'Italia, nazione da lui profondamente amata. Fu autore anche di sceneggiature cinematografiche (come nel caso del film Oltre ogni limite) e, talvolta, regista egli stesso. In particolare è ricordato, oltre che per la sua condizione di esule a causa delle sue idee politiche, per essere l'autore di romanzi best seller come Sangue e arena e I quattro cavalieri dell'Apocalisse (tradotti per la prima volta in italiano da Ida Mango). Altri suoi lavori di una certa notorietà sono La barraca e Cañas y barro. 
Desta curiosità la sua incursione nel campo della fantascienza, con il romanzo, del 1922, El Paraiso de las mujeres (trad. It.: Il Paradiso delle Donne, 1930).

## Biografia
Blasco Ibáñez nacque a Valencia il 29 gennaio del 1867, figlio del commerciante Gaspar Blasco Teruel e di Ramona Ibáñez Martínez, originari entrambi dell'Aragona. Laureato in legge, Blasco Ibáñez non praticò di fatto l'attività forense, preferendo dedicarsi alla politica e alla letteratura e, particolare di non poco conto, al corteggiamento di molte donne, di cui era un grande estimatore (e con molte delle quali ebbe intense relazioni sentimentali).
All'età di vent'anni entrò in Massoneria il 6 di febbraio 1887, col nome simbolico di Danton. Fece parte della Loggia Unión n.º 14 di Valencia e in seguito della loggia Acacia n.º 25.
Fervente ammiratore di Miguel de Cervantes, Blasco Ibáñez era dotato di una prosa assai fluida e carica di energia e la sua stessa vita potrebbe essere paragonata, in termini di tumultuosità, a quella dei suoi romanzi. Come militante partigiano repubblicano fondò in gioventù nella sua città natale un importante giornale, a tendenza federalista, El Pueblo (Il Popolo), dalle cui colonne poté alzare vibrate proteste contro il regime monarchico (il giornale continuerà a pubblicarsi anche dopo la scomparsa dello scrittore, sino al 1939, soppresso all'indomani della caduta di Valencia nelle mani delle orde franchiste).Tali manifestazioni di dissenso gli causarono, negli anni, numerose censure, facendogli mettere a repentaglio la stessa vita: fu infatti gravemente ferito a colpi di pistola in un attentato conseguente ad una di esse (e a salvarlo fu solo la spessa cintura di pelle che fermò il proiettile).
Nella sua attività di letterato corresse il testo del famoso romanzo omonimo del detto latino Noli me tangere, in cui si narra la vicenda storica del patriota José Rizal, impegnato a combattere la colonizzazione spagnola delle Filippine. Blasco Ibáñez viaggiò molto, soprattutto lungo il mar Mediterraneo, mare che molto amava e che scelse come luogo per trascorrervi i suoi ultimi anni di vita, spostandosi in lunghe escursioni fra il confine francese di Mentone e la città di Genova. Nel 1909 si recò in Argentina per presenziare alla nascita di due nuove città: Nueva Valencia e Cervantes. Tenne inoltre conferenze su eventi storici e sulla letteratura spagnola. Il suo trasferimento a Parigi coincise con lo scoppio della prima guerra mondiale, nella quale si schierò a fianco delle forze alleate. Morì il giorno prima di compiere 61 anni.

## Trasposizioni cinematografiche
Molte opere dello scrittore furono trasposte con successo per il cinema hollywoodiano, soprattutto durante gli anni venti. 
Da Sangue e arena fu tratto nel 1922 il film omonimo (del quale verrà girato nel 1941 il celebre remake con lo stesso titolo, interpretato da Tyrone Power e Rita Hayworth). 
Da I quattro cavalieri dell'Apocalisse, riguardante l'Argentina e la prima guerra mondiale, venne realizzato nel 1921 l'omonimo film che lanciò il mito di Rodolfo Valentino (lo stesso titolo verrà poi ripreso nel 1962 da Vincente Minnelli, che ne fece un buon riadattamento ambientandolo durante la seconda guerra mondiale, con Charles Boyer, Glenn Ford e Ingrid Thulin). 
Dal romanzo Entre Naranjos fu tratto il film Il torrente del 1926 diretto da Monta Bell, primo film americano di Greta Garbo, e da La tierra de todos il successivo film della Garbo, La tentatrice, diretto da Fred Niblo, che fece diventare l'attrice svedese una star di Hollywood.

## Opere
Blasco Ibáñez fu un prolificissimo scrittore: autore di romanzi e racconti, saggi storici e resoconti di viaggi. Lasciò pagine memorabili Nel paese dell'arte, un libro dedicato ai suoi soggiorni in Italia.

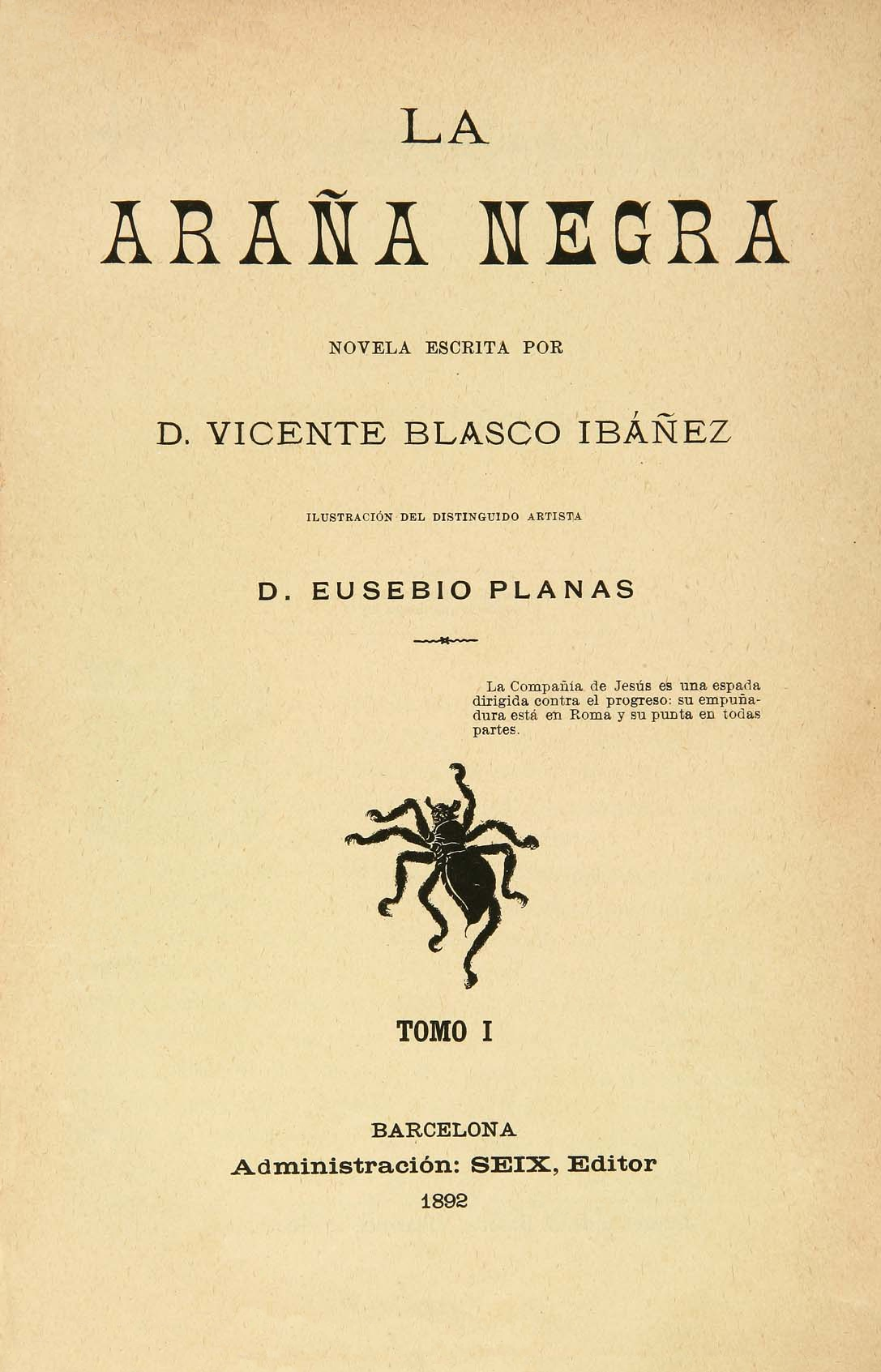
La araña negra (1892)

### Romanzi e racconti
- Fantasías (Leyendas y tradiciones), Imprenta el Correo de Valencia (1887).
- ¡Por la patria! Romeu el Guerrillero, Imprenta el Correo de Valencia (1888).
  - Cuori e fiamme, trad. A.R. Ferrarin, Sesto San Giovanni-Milano, 1939
- La araña negra, Editorial Seix, Barcelona, 2 vols. (1892)
- ¡Viva la República! Novela histórica, M. Senent, Valencia (1893), 2 vols.
- Noche de bodas, Fundación del Libro. (1893).
- Arroz y tartana, Biblioteca de El Pueblo, Valencia (1894) · (testo su Progetto Gutenberg)
- Flor de mayo, Biblioteca de El Pueblo, Valencia (1895)
- Los fanáticos, Barcelona: Seix, 1895, 2 vols.
- En el cráter del volcán, Madrid: Cosmópolis, s. a.
- Cuentos valencianos, Imprenta Alufre, Valencia (1896).
- La barraca, Folletín en El Pueblo (1898) · (Testo sul Progetto Gutenberg)
- Entre naranjos, Sempere, Valencia (1900) ·  Testo da cui è stata ricavata in Spagna una serie televisiva (DOC), su es.geocities.com (archiviato dall'url originale l'11 agosto 2006).
- La condenada (narraciones breves), Sempere, Valencia (1900)
- Sónnica la cortesana, Sempere, Valencia (1901).
- Cañas y barro, Sempere, Valencia (1902) · ( Testo in .pdf da cui è stata tratta in Spagna una serie televisiva (PDF), su es.geocities.com (archiviato dall'url originale l'11 agosto 2006).)
- La catedral, Sempere, Valencia (1903) · (Testo sul Progetto Gutenberg)
- El intruso, Sempere (1904) [sull'immigrazione nelle terre basche]
  - L'intruso, trad. G.A. Marolla, Sesto San Giovanni-Milano, Barion, 1932
- La bodega, Sempere (1905)
- La horda, Sempere (1905)
- La maja desnuda, Sempere (1906) [ sul dipinto omonimo di Francisco Goya ]
- La voluntad de vivir, Sempere (1907, ma pubblicato nel 1953)
- Sangre y arena, Sempere (1908) [appassionante biografia di un torero, diverse volte trasposto per il cinema]
  - Sangue e arena, trad. e prefazione di Ida Mango, Sesto San Giovanni, Madera, 1914; Milano, Barion, 1925; Gherardo Casini, 1965-1989
  - Sangue e arena, cura e trad. di Elena Clementelli, Roma, Newton Compton, 1995
- Los muertos mandan, Sempere (1909)
  - I morti comandano, trad. G.A. Marolla, Milano, Bietti,
- Luna Benamor (narraciones breves), Sempere, (1909)
- Los argonautas, Valencia: Prometeo, 1914.
- Los cuatro jinetes del Apocalipsis, Valencia: Prometeo, 1916.
  - I Quattro Cavalieri dell'Apocalisse, 2 voll, trad. Ida Mango, Milano, Sonzogno, 1918-1962; Roma, Gherardo Casini Editore, 1989
  - I quattro cavalieri dell'Apocalisse, trad. O. Borgia, Introduzione di Maurizio Fabbri, Roma, Newton Compton, 1995
- Mare Nostrum, Valencia: Prometeo, 1918. [romanzo di spionaggio ambientato nel Mediterraneo, da cui fu tratto un film nel 1926]
- Los enemigos de la mujer, Valencia: Prometeo, 1919
- La tierra de todos, Valencia: Prometeo, s.d. · Testo sul Progetto Gutenberg)
- El préstamo de la difunta (narraciones breves). Valencia: Prometeo, 1921. [Include: El préstamo de la difunta ; El monstruo ; El rey de las praderas ; Noche servia ; Las plumas del caburé ; Las vírgenes locas ; La vieja del cinema ; El automóvil del general ; Un beso ; La loca de la casa ; La sublevación de Martínez ; El empleado del coche-cama ; La cigarra y la hormiga] · (Testo sul Progetto Gutenberg)
- El paraíso de las mujeres, Valencia: Prometeo, 1922 · (Testo sul Progetto Gutenberg)
- La Tierra de Todos, Valencia: Prometeo, 1922
- La Reina Calafia, Valencia: Prometeo, 1923
  - La Regina Calafia, trad. Maria Clara Barbotto, prefazione di Mario Puccini, Milano, Modernissima, 1925
- Novelas de la Costa Azul (narraciones breves), Valencia: Prometeo, 1924. [novelle ambientate nella Costa Azzurra]
- Una nación secuestrada (El terror militarista en España), París, 1924.
- El papa del mar, Valencia: Prometeo, 1925. [sull'antipapa Benedetto XIII che fissò la sua sede nella città catalana di Peñíscola]
- A los pies de Venus: los Borgia, Valencia: Prometeo, 1926
- Novelas de amor y de muerte (narraciones breves), Valencia: Prometeo, 1927. [Include: El secreto de la Baronesa ; Piedra de Luna ; El rey Lear, impresor ; La devoradora ; El réprobo ; El despertar del Buda]
- Mademoiselle Norma, Madrid: Cosmópolis, 1927.
- Un idilio nihilista (novelas), Madrid: Mireya, 1928. [Include: Un idilio nihilista ; La muerte de Capeto ; Marinoni]
- El conde Garci Fernández, Madrid: Cosmópolis, 1928
- Marujita Quirós, Madrid: Cosmópolis, 1928
- El señor Avellaneda, Madrid: Cosmópolis, 1928
- La misa de media noche : leyendas y tradiciones, Madrid: Cosmópolis, 1928
- El caballero de la Virgen (Alonson de Ojeda), Valencia: Prometeo, 1929. [edizione postuma]
- En busca del Gran Khan (Cristóbal Colón) 1929, postumo.
- El padre Claudio, Madrid: Colón, 1930, postumo.
- El fantasma de las alas de oro, 1930, postumo
- La condenada y otros cuentos, 1979, edito dagli eredi.

### Altro
- El catecismo del buen republicano federal, Imprenta Ripollés, Valencia, 2 vols (1892).
- París, impresiones de un emigrado, M. Senent, Valencia (1893)
- El juez. Drama en tres actos y en prosa, Valencia: Imprenta de Ripollés, 1894.
- En el país del arte (tres meses en Italia), Valencia: El Pueblo, 1896.
- Oriente, Sempere, 1907. [viaggi]
- Argentina y sus grandezas, Madrid: Hispanoamericana, 1910; 2º ed., Buenos Aires: Institución Cultural Española, 1943
- La sombra de Atila : emociones de la guerra grande, Santiago de Chile: Editorial Chilena, 1916.
- El militarismo mejicano : estudios publicados en los principales diarios de los Estados Unidos, Valencia: Prometeo, 1920.
- Una nación secuestrada (el terror militarista en España), París, 1924.
- La vuelta al mundo de un novelista, Valencia: Prometeo, 1924-1925, 3 vols. [resoconto dei numerosi viaggi]
- Por España y contra el Rey (Alfonso XIII desenmascarado), París: Excelsior, 1925.
- Lo que será la República Española (Al país y al ejército), París, 1925.
- Historia de la guerra europea de 1914, Valencia: Prometeo, 1914-1921, 9 vols.; 2ª ed., 1920-1930, 9 vols.
- Historia de la revolución española (desde la Guerra de la Independencia a la Restauración de Sagunto) 1808-1874, Barcelona: La Enciclopedia Democrática, 1890-1892, 3 vols; 2ª ed. Madrid: Cosmópolis, 1930-1931, 15 vols.
- Estudios literarios, 1933.

## Filmografia (parziale)
- Tonto de la huerta, regia di José María Codina (1913)
- Debout les morts!, regia di André Heuzé, Léonce Perret e Henri Pouctal (1916)
- I quattro cavalieri dell'Apocalisse (The Four Horsemen of the Apocalypse), regia di Rex Ingram (1921)
- Sangue e arena (Blood and Sand), regia di Fred Niblo (1922)
- I nemici delle donne (Enemies of Women), regia di Alan Crosland (1923)
- Circe la maga (Circe, the Enchantress), regia di Robert Z. Leonard (1924)
- Amore argentino (Argentine Love), regia di Allan Dwan (1924)
- Il torrente (Torrent), regia di Monta Bell (1926)
- La tentatrice (The Temptress), regia di Fred Niblo (1926)
- Sangue e arena (Blood and Sand), regia di Rouben Mamoulian (1941)
- Oltre ogni limite (Flor de mayo), regia di Roberto Gavaldón (1959)
- I quattro cavalieri dell'Apocalisse (The Four Horsemen of the Apocalypse), regia di Vincente Minnelli (1962)